# Suaeda puertopenascoa
Suaeda puertopenascoa là loài thực vật có hoa thuộc họ Dền. Loài này được C. Watson & Ferren miêu tả khoa học đầu tiên năm 1991.